# Ladislav Šrámek
Ladislav Šrámek (* 7. April 1946) ist ein ehemaliger tschechischer Badmintonspieler.

## Karriere
1970 gewann Ladislav Šrámek bei den Tschechoslowakischen Einzelmeisterschaften seinen ersten nationalen Titel. Acht Jahre musste er dann auf seinen zweiten Titel im Herreneinzel warten, der dann auch sein letzter blieb. Erfolgreicher war er mit Petr Lacina im Herrendoppel, mit dem er drei Titel gewinnen konnte. Später startete er dann regelmäßig mit seinem Bruder Miroslav Šrámek im Herrendoppel. Beide erkämpften sich zwei Doppeltitel 1978 und 1979. Auch im Mixed war er mit Jiřína Hubertová und Jaroslava Semecká erfolgreich. Beim Internationalen Werner-Seelenbinder-Gedenkturnier in der DDR errang er mehrere Podestplätze. 1975 gewann er die Internationalen Meisterschaften der UdSSR im Mixed mit Alena Poboráková.

## Sportliche Erfolge
| Veranstaltung | Saison                                                 | Disziplin    | Platz | Name                                   |
| ------------- | ------------------------------------------------------ | ------------ | ----- | -------------------------------------- |
| 1970          | Tschechoslowakische Einzelmeisterschaften              | Herreneinzel | 1     | Ladislav Šrámek                        |
| 1971          | Tschechoslowakische Einzelmeisterschaften              | Herrendoppel | 1     | Petr Lacina / Ladislav Šrámek          |
| 1971          | Tschechoslowakische Einzelmeisterschaften              | Mixed        | 1     | Ladislav Šrámek / Alena Poboráková     |
| 1973          | Tschechoslowakische Einzelmeisterschaften              | Herrendoppel | 1     | Petr Lacina / Ladislav Šrámek          |
| 1974          | Tschechoslowakische Einzelmeisterschaften              | Herrendoppel | 1     | Petr Lacina / Ladislav Šrámek          |
| 1974/1975     | DDR: Internationales Werner-Seelenbinder-Gedenkturnier | Mixed        | 3     | Ladislav Šrámek / Jaroslava Krahulcová |
| 1974/1975     | DDR: Internationales Werner-Seelenbinder-Gedenkturnier | Herrendoppel | 3     | Ladislav Šrámek / Konstantin Holobradý |
| 1974/1975     | DDR: Internationales Werner-Seelenbinder-Gedenkturnier | Herreneinzel | 3     | Ladislav Šrámek                        |
| 1975          | UdSSR Internationale Meisterschaften                   | Mixed        | 1     | Ladislav Šrámek / Alena Poboráková     |
| 1975          | Österreich: Internationale Meisterschaften             | Herreneinzel | 2     | Ladislav Srámek                        |
| 1975          | Tschechoslowakische Einzelmeisterschaften              | Mixed        | 1     | Ladislav Šrámek / Jaroslava Semecká    |
| 1975          | Österreich: Internationale Meisterschaften             | Herrendoppel | 3     | Petr Lacina / Ladislav Sramek          |
| 1975/1976     | DDR: Internationales Werner-Seelenbinder-Gedenkturnier | Herrendoppel | 2     | Ladislav Šrámek / Miroslav Kokojan     |
| 1975/1976     | DDR: Internationales Werner-Seelenbinder-Gedenkturnier | Mixed        | 3     | Ladislav Šrámek / Alena Poboráková     |
| 1977/1978     | DDR: Internationales Werner-Seelenbinder-Gedenkturnier | Herrendoppel | 3     | Ladislav Šrámek / Miroslav Šrámek      |
| 1978          | Tschechoslowakische Einzelmeisterschaften              | Mixed        | 1     | Ladislav Šrámek / Jiřína Hubertová     |
| 1978          | Tschechoslowakische Einzelmeisterschaften              | Herrendoppel | 1     | Ladislav Šrámek / Miroslav Šrámek      |
| 1978          | Tschechoslowakische Einzelmeisterschaften              | Herreneinzel | 1     | Ladislav Šrámek                        |
| 1978/1979     | DDR: Internationales Werner-Seelenbinder-Gedenkturnier | Herrendoppel | 3     | Ladislav Šrámek / Miroslav Šrámek      |
| 1978          | DDR: Internationales Werner-Seelenbinder-Gedenkturnier | Herreneinzel | 3     | Ladislav Šrámek                        |
| 1979          | Tschechoslowakische Einzelmeisterschaften              | Mixed        | 1     | Ladislav Srámek / Jiřína Hubertová     |
| 1979          | Tschechoslowakische Einzelmeisterschaften              | Herrendoppel | 1     | Ladislav Šrámek / Miroslav Šrámek      |